# 임철우
임철우(林哲佑, 1954년 10월 15일~)는 대한민국의 소설가이다. 본관은 조양이다.
전라남도 완도 평일도에서 출생하였다. 광주숭일고등학교에 이어 1981년 전남대학교 영어영문학과를 졸업하고 서강대학교 대학원에서 영문학 석사 학위를, 전남대학교 대학원에서 영문학 박사 학위를 받았다. 1981년 《서울신문》 신춘문예에 〈개 도둑〉이 당선되어 등단하였다. 주요 작품으로 《사평역》(1983년), 《아버지의 땅》(1984년), 《그리운 남쪽》, 《붉은 산 흰 새》, 《불임기》, 《봄날》 등을 발표했다. 그는 현실의 왜곡된 삶의 실상을 통하여 인간의 절대적 존재의식을 탐구하는 작가이다.
이상문학상을 수상했으며, 1995년부터 2016년까지 한신대학교 문예창작학과 교수를 역임했다.

## 소설
- 《사평역》 (1983년)
- 《아버지의 땅》 (1984년)
- 《그리운 남쪽》
- 《붉은 산 흰 새》
- 《불임기》
- 《봄날》

## 연보[2]
- 1954년 10월 15일 전라남도 완도 평일도에서 출생함.
- 1981년 전남대학교 영어영문학과 졸업, 《서울신문》 신춘문예에 〈개 도둑〉이 당선되어 등단함.
- 1983년 곽재구의 시 <사평역에서>를 소설화한 사평역을 민족과 문학에서 발표함.
- 1984년 서강대학교 대학원에서 영문학 석사 졸업함, 작품집 《아버지의 땅》(문학과 지성사)에서 발표함.
- 1995년 한신대학교 문예창작학과 교수로 임용. (1995년 ~ 2016년)
- 1996년 전남대학교 대학원에서 영문학 박사 졸업함.